# 46º Reggimento trasmissioni
Il 46º Reggimento trasmissioni ha sede a Palermo ed è costituito dai due battaglioni Mongibello e Vulture.

## Storia
Formatosi inizialmente nel 1953 come XI compagnia collegamenti, ha poi cambiato nome in 6ª compagnia trasmissioni. Tale ente si occupò alla fine degli anni sessanta nell'ammodernamento della rete in ponte radio della Sicilia, meritando nel 1973 la targa ANGET con la seguente motivazione:
Dal 4 novembre 1975 assunse la denominazione 46ª compagnia trasmissioni, per diventare 46º Battaglione trasmissioni "Mongibello" nel 1976. Il 24 maggio dello stesso anno ricevette la bandiera di guerra.
A seguito della soppressione del Comando trasmissioni di Palermo, il 1º ottobre 1998, il reparto viene elevato al rango di reggimento; nel 2001 entrò a far parte del corpo anche il 45º Battaglione trasmissioni "Vulture" di Nocera Inferiore.

## I battaglioni
- Il Battaglione "Mongibello" ha sede nel Comando di reggimento, a Palermo, forte di due compagnie, la 1ª svolgente servizi centralinistici e di monitoraggio, e la 2ª svolgente mantenimento e riparazione delle Stazioni Radio Interforze presenti in Sicilia e Calabria.
- Il 45º Battaglione trasmissioni "Vulture" è il continuatore della storia del 45º Reggimento trasmissioni Vulture ed ha sede in Nocera Inferiore.

L'unità inoltre ha alle proprie dipendenze anche il 25º Reparto Lavori C4 dislocato presso San Giorgio a Cremano

## Partecipazione a missioni all'estero
Il Reggimento non ha partecipato direttamente, ma fornendo personale specializzato e qualificato, alle missioni militari internazionale dalla ISAF in Afghanistan, Kfor in Kosovo, SFOR e Althea in Bosnia, Libano, riuscendo a sopperire alle carenze di personale altamente qualificato dei Reggimenti 11º, 7º, 1º e 2º, 232º.

## Stemma
Lo stemma del reggimento, concesso con D.P.R. del 6 febbraio 1978, si presenta tagliato, il triangolo superiore riporta l'arme di Palermo mentre quello inferiore rappresenta su sfondo azzurro il vulcano Mongibello (meglio conosciuto come Etna); in basso è presente una lista riportante il motto «Spatium Non Obest».

## Insegne e Simboli
- Il Reggimento indossa il fregio dell'Arma delle trasmissioni. Il fregio delle Trasmissioni denuncia la sua nascita dall'Arma del genio per la presenza di due asce incrociate. L'insegna è completata da scariche elettriche e da un'antenna radio circolare a sei braccia, il tutto posto sotto una bomba fiammeggiante.
- Le mostrine del Reggimento sono le fiamme a due punte azzurro elettrico con bordo amaranto; alla base della mostrina si trova la stella argentata a 5 punte bordata di nero, simbolo delle forze armate italiane.

## Festa del reggimento
- La festa del reggimento si svolge il 24 giugno, anniversario della battaglia del solstizio del 1918.

## Armi e mezzi in dotazione

### Armamento
- pistola automatica "Beretta 92 FS" cal.9
- fucile d'assalto "AR 70/90" cal. 5,56
- arma di reparto "Minimi" cal. 5,56
- arma di reparto "MG 42/59" cal. 7,62 NATO
- OD 82/SE

### Mezzi
- Land Rover AR 90
- VM 90T3
- ACM 90

### Mezzi delle trasmissioni
- Ponte Radio Digitale VHF di piccola capacità
- Stazione Radio SRT - 478
- Shelter tipo UEO 2 per Posti Comando
- Ponte Radio PR6/15
- Gruppo elettrogeno "COELMO"